# خوسيه لويس سوتو
خوسيه لويس سوتو (بالإسبانية: José Luis Soto)‏ (13 سبتمبر 1932 بألاخويلا في كوستاريكا - 11 فبراير 2006) هو مدرب كرة قدم ولاعب كرة قدم كوستاريكي في مركز الهجوم. شارك مع منتخب كوستاريكا لكرة القدم. أما مع النوادي، فقد لعب مع ديبورتيفو سابريسا ونادي إيميلك وأتلاتيكو إيرابواتو ونادي كارتاهينيس ونادي ألاجولينسي وأتلتيكو مارته ‏ ونادي سانتانيكوس أسوشيتد وC.D. Suchitepéquez ‏.

## وصلات خارجية
- خوسيه لويس سوتو على موقع الاتحاد الدولي (مؤرشف)  (الإنجليزية)